# Jordanus Catalani
Jordanus Catalani, también conocido como Jordanus de Severac (fl. 1280 - c.1330) fue un español (o bien un francés de lengua occitana y de origen catalán) misionero dominico y explorador en Asia conocido por su Mirabilia Descripta  que describe las maravillas de Oriente. Fue el primer español que pisó la India y el primer obispo de la diócesis de Quilón, primera diócesis católica de rito latino de la India, nombrado por el papa Juan XXII.

## Vida y viajes

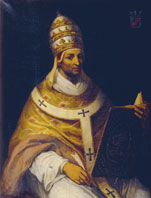
Juan XXII, 1316-1334.

Jordanus quizá nació en Sévérac-le-Château, al noreste de Toulouse. Posiblemente discípulo de Jerónimo de Cataluña, también conocido como Hieronymus Catalani, en 1302 Jordanus pudo haber acompañado al famoso Tomás de Tolentino, a través de Negroponte, al Este; pero no es hasta 1321 cuando le descubrimos sin lugar a dudas en el oeste de la India, en compañía del propio Tomás y algunos otros misioneros franciscanos en su camino hacia China. La mala suerte hizo que fueran detenidos en Thane en Salsette cerca de Bombay; y los compañeros de Jordanus (conocidos como los cuatro mártires de Thane) fueron masacrados el 7 de abril de 1321.
Jordanus, escapando, trabajó algún tiempo en Bharuch, en Guyarat, cerca del estuario del Nerbudda, y en Suali cerca de Surat (?); escribió dos cartas a sus compañeros los dominicos en el norte de Persia - la primera desde Goga en Guyarat (12 de octubre de 1321), la segunda desde Thane (24 de enero de 1323/4) en la que describe la marcha de esta nueva misión. A partir de estas cartas nos enteramos de que la atención romana ya se había dirigido, no sólo a la región de Bombay, sino también hacia el extremo sur de la península de la India, especialmente a Columbum, Quilon o Kollam en la más tarde llamada Travancore; Las palabras de Jordanus parecen implicar que ya se había iniciado una misión allí antes de octubre de 1321.
De los mercaderes cristianos había aprendido que Etiopía (por ejemplo, Abisinia y Nubia) era accesible para los europeos occidentales; en este mismo momento, como sabemos por otras fuentes, los primeros misioneros latinos ya habían penetrado allí. Por último, se conservan algunas Epístolas de Jordano, como la carta secreta a su contemporáneo Marino Sanuto (1306-1321), para que inste al Papa a establecer una flota cristiana en los mares de la India, dentro de la estrategia de recuperación de Tierra Santa.

## Mirabilia Descripta

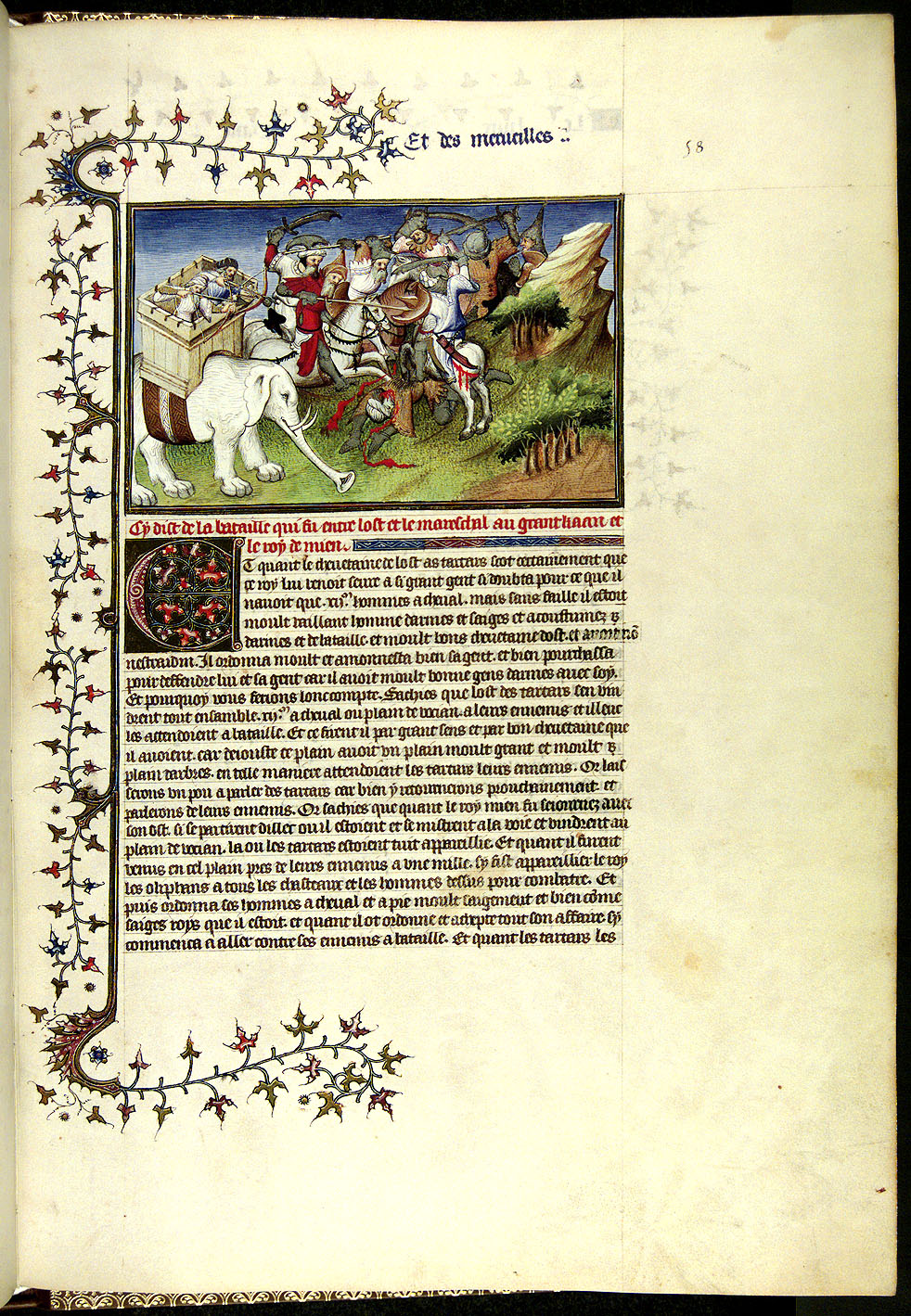
Una página del manuscrito de "Il miglione" de su contemporáneo, Marco Polo, 1254-1324

Ya sea antes de salir a Malabar como obispo, o durante una visita posterior al oeste, Jordanus probablemente escribió su  Mirabilia Descripta , que a partir de la evidencia interna sólo puede ser fijado dentro del período 1329 -1338; en este trabajo que proporcionó la mejor cuenta sobre las regiones de la India, los productos, el clima, las costumbres, la fauna y flora extendida por Europa en la Edad Media - superior incluso a Marco Polo.
En su triple división de la India, la India Mayor comprende desde las costas de Malabar a Cochinchina; mientras que la India Menor se extiende desde Sind (o tal vez del Baluchistán) a las costas de Malabar; y la India Tertia (evidentemente dominado por concepciones africanas en su mente) incluye una vasta región-costera sin definir al oeste del Baluchistán, llegando hasta Etiopía y el dominio del Preste Juan .
La Mirabilia Descripta de Jordanus contiene la más temprana ubicación del Preste Juan en África, identificándolo con el emperador de Etiopía, y lo que es la primera noticia del Mar Negro bajo ese nombre en latín, en lugar de Pontus Euxinus; se refiere a la residencia del autor en la India Mayor y especialmente en Kollam, así como a sus viajes por Armenia, en el noroeste de Persia, en la región del Lago de Van, y en Caldea; y suministra excelentes descripciones de las doctrinas parsis y de las costumbres funerarias, del culto hindú al buey, de ídolos y rituales, y del satí o suicidio ritual en la pira del difunto marido, así como sobre frutas de la India, sus aves, sus animales y sus insectos. Después del 8 de abril de 1330 no tenemos más noticias sobre el obispo Jordanus.